# Torre Colpatria
A Torre Colpatria egy felhőkarcoló Bogotában. 196 méteres magasságával 1978-tól 2016-ig Kolumbia legmagasabb épülete volt.

## Története
Bogotának ezen a részén, ahol a felhőkarcoló található, a Kolumbiai Építésztársaság és több polgármester közreműködésének az eredményeképpen az infrastruktúrát már a 20. század közepe táján úgy tervezték és úgy alakították ki, hogy majd a modern kor követelményeinek megfelelő helyszíne lehessen az ide tervezett kereskedelmi, kulturális és lakófunkciókat ellátó, nagy sűrűséggel beépíteni tervezett központnak. A Torre Colpatriát a Colpatria csoport megbízásából 1973-ban tervezte az Obregón y Valenzuela & Cía építészcég, a kivitelezést a Pizano, Pradilla, Caro y Restrepo Ltda. cég végezte. Amikor 1978-ban elkészült a torony, felülmúlva az eddigi csúcstartót, a 192 méter magas Nemzetközi Kereskedelmi Központ épületét, az ország, sőt, egész Latin-Amerika legmagasabb felhőkarcolójává vált, igaz, 1982-ben a mexikóvárosi Torre Ejecutiva Pemex ez utóbbi ranglista éléről letaszította. Az országos listát viszont 2016-ig vezette, amikor a szintén Bogotában felépített BD Bacatá megelőzte.
A talajszerkezet miatt igen mély alapozásra volt szükség az építkezés során. Összesen 24 keszont kellett leásni 50 méter mélyre: az alapozást 16 darab 2 méter átmérőjű és 8 darab 24 méter átmérőjű földbe ásott vasbeton oszlop tartja. Ezek kivitelezéséhez több mint 6000 tonna betont és 3000 tonna acélt használtak fel. 1998-ban 36 darab xenonlámpát helyeztek üzembe, amelyek különféle színekkel tudták megvilágítani a fehéres árnyalatú épületet. Ez a rendszert 2012-ben a Philips (1 millió dollár befektetésével) LED-es megoldással helyettesítette: az új lámpák a 12-ediktől a 46-odik szintig, összesen egy 120 méter függőleges kiterjedésű sávban helyezkednek el.

## Leírás
A felhőkarcoló Bogotá belvárosában, Santa Fe kerületben, a San Diego nevű városrészben, az úgynevezett „Nemzetközi Központban” (CIB) áll, két fontos út, az Avenida El Dorado és a 7. számú út kereszteződésénél, de oldalai egyik úttal sem párhuzamosak, hanem átlósan elhelyezkedve a Parque de la Independencia parkra néz. Magassága 196 méter, összesen 50 szintes, tetején egy helikopterleszálló és egy kilátó található, ahonnan az egész történelmi belváros áttekinthető. Az épület két „rétegű”, olyan, mintha a belső magja egy külső „csőben” lenne elhelyezve. Déli oldalán egy 10 emeletes kisebb több is hozzá tartozik, amelyben kereskedelmi szektor, irodák és parkolók találhatók.

## Képek

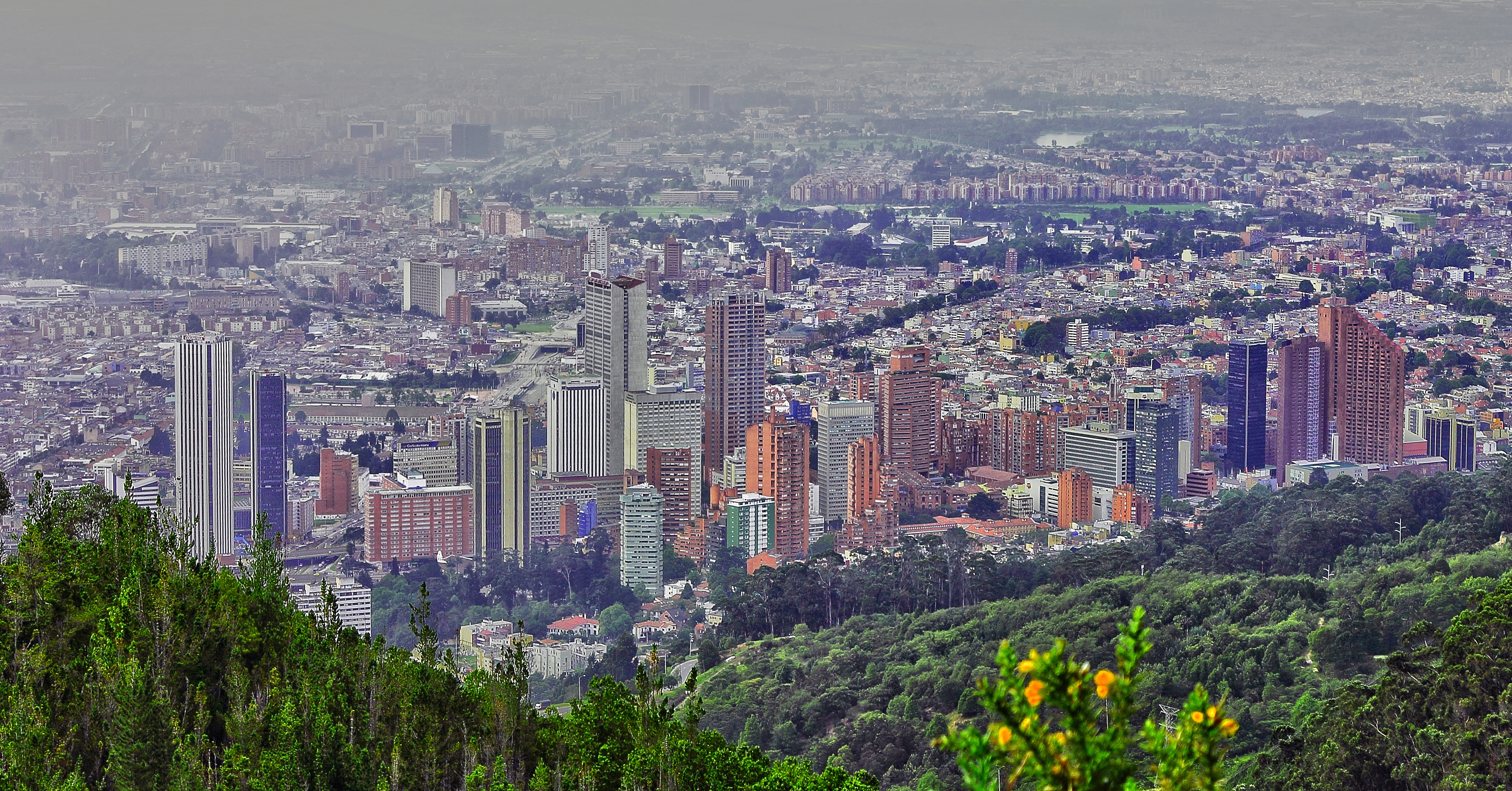
Bogotá felhőkarcolói, a Torre Colpatria a bal oldalon
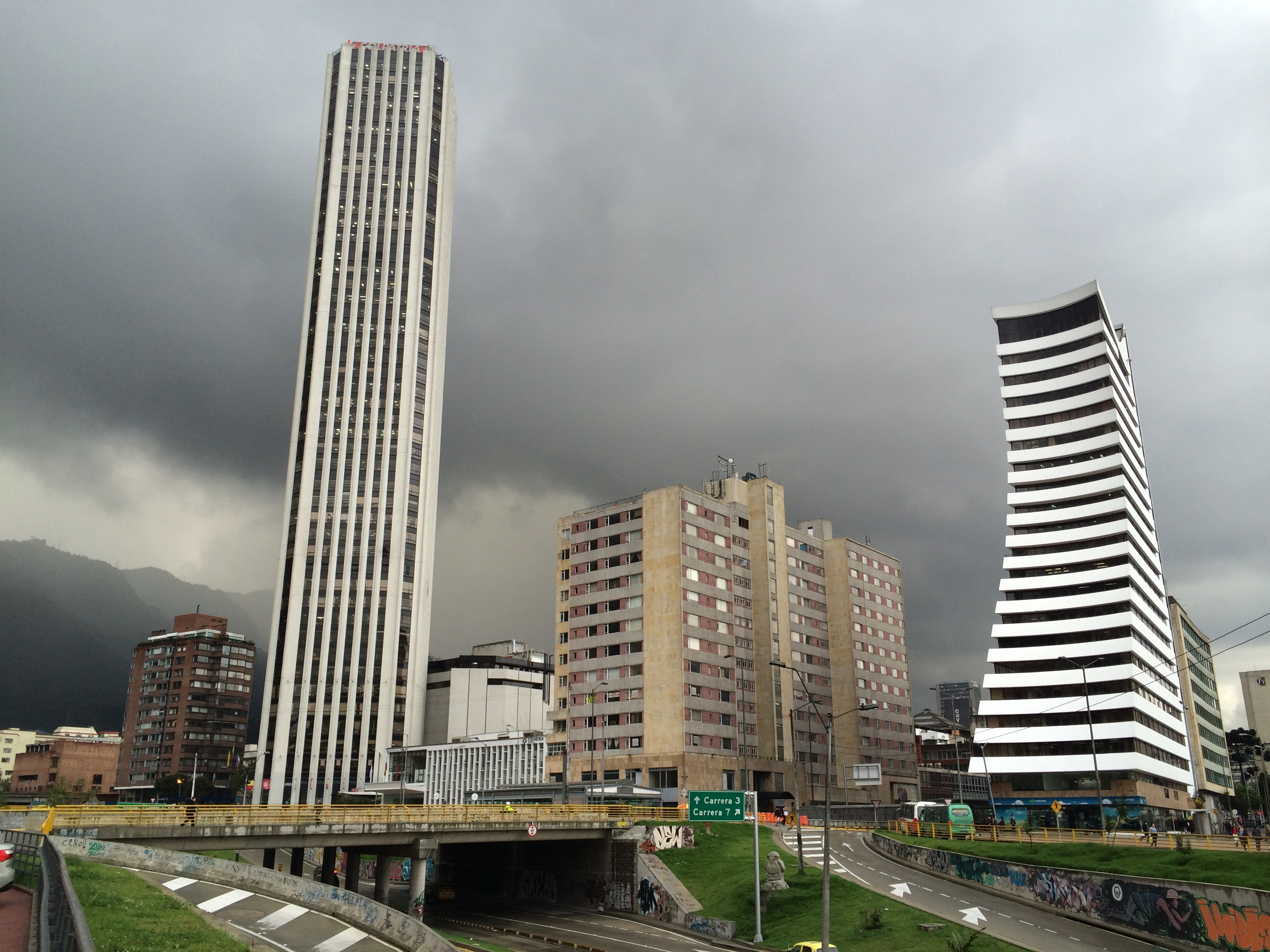
Az épület és környezete
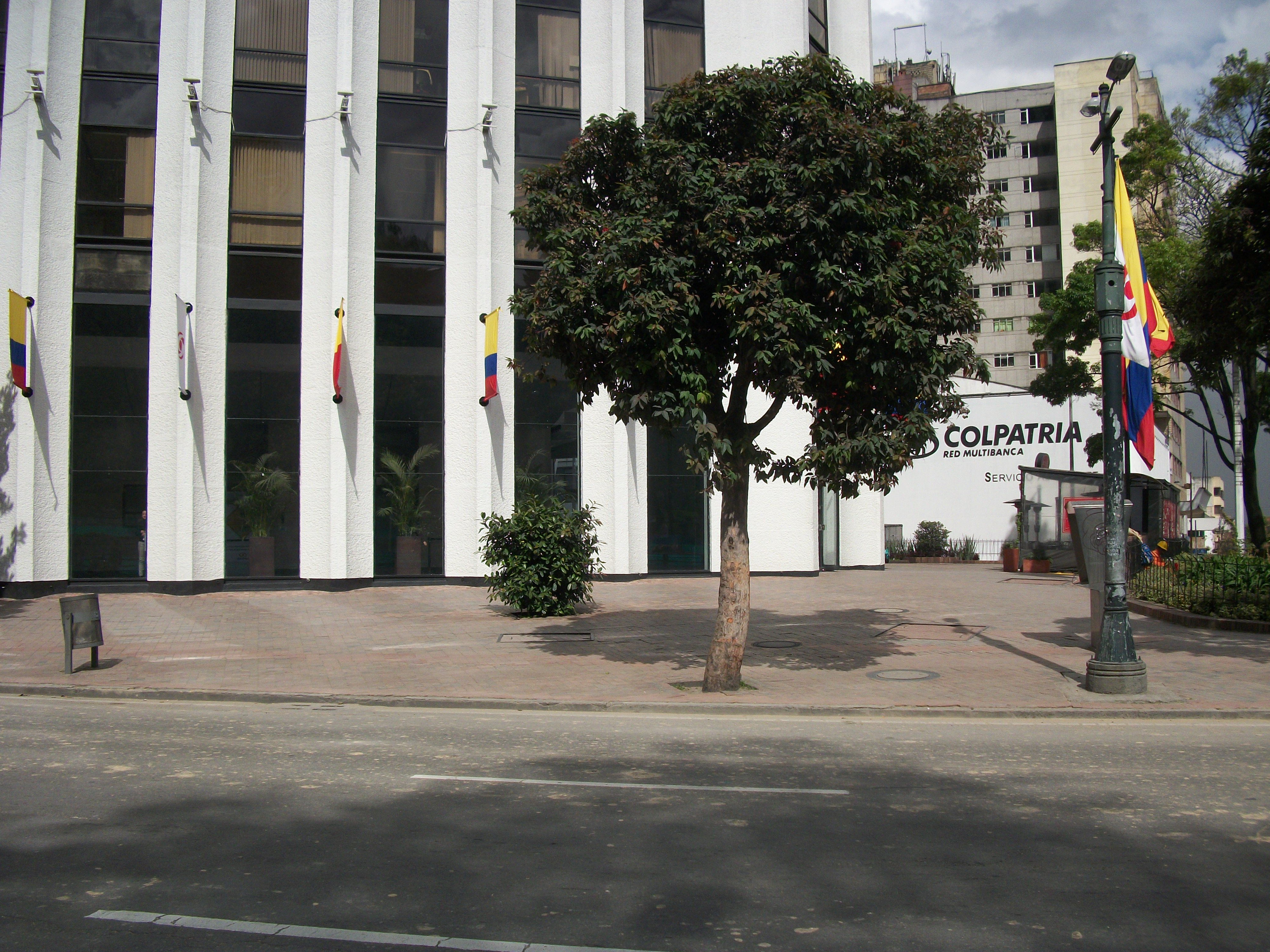
Alsó rész
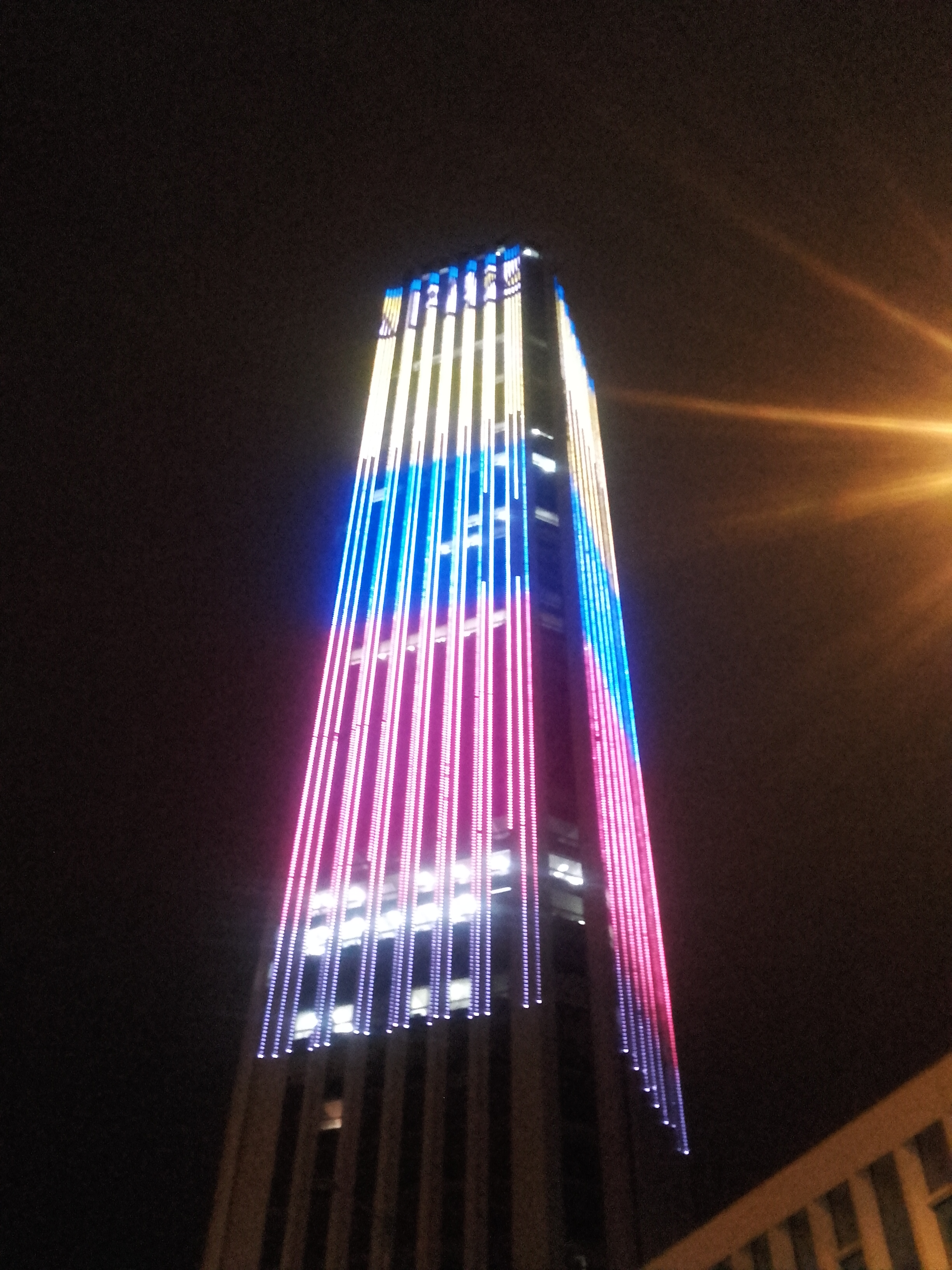
Kolumbia nemzeti színeivel kivilágítva